# Microporus concinnus
Microporus concinnus är en svampart som beskrevs av P. Beauv. 1804. Microporus concinnus ingår i släktet Microporus och familjen Polyporaceae.   Inga underarter finns listade i Catalogue of Life.